# Osch-Basar

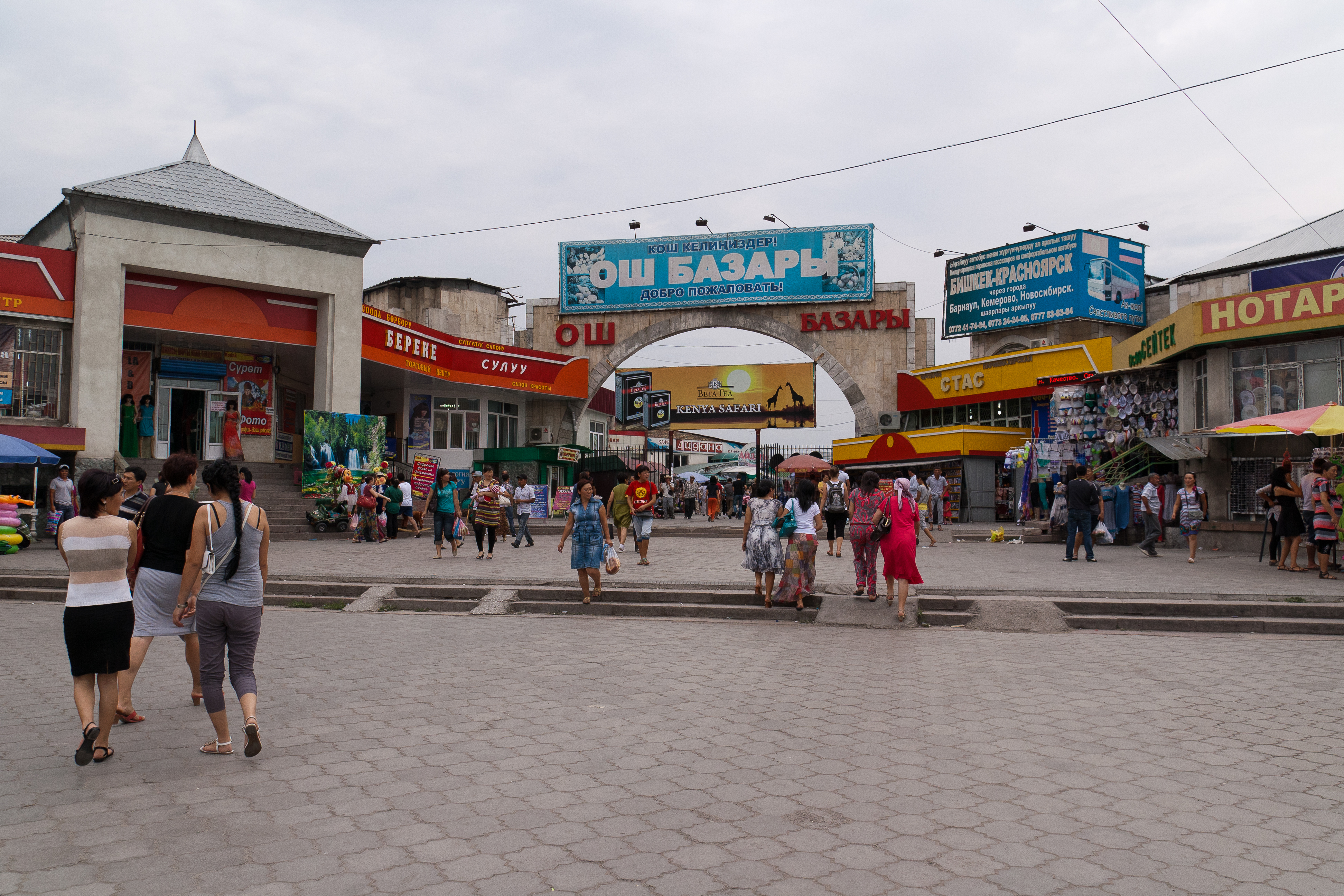
Eingang des Basars

Der Osch-Basar (kirgisisch Ош базары) ist ein zentraler Markt in der kirgisischen Hauptstadt Bischkek. Der Basar liegt im Westen der Stadt nahe dem Stadtzentrum und ist der zweitgrößte Basar in Kirgisistan.

## Angebot
Das Angebot auf dem Basar ist sehr vielfältig. Einen großen Teil des Angebots stellen Lebensmittel, insbesondere Obst, Gemüse, Fleisch, unter anderem für Kirgisistan typisches Yak- und Pferdefleisch, und Gewürze dar. Außerdem werden typisch kirgisische Gerichte, beispielsweise Manty, gefüllte Teigtaschen, die in der türkischen und zentralasiatischen Küche weit verbreitet sind, in kleinen Garküchen angeboten. Neben Lebensmitteln werden unter anderem Kleidung, Schuhe, Souvenirs, Bücher und Werkzeuge angeboten. Einen beträchtlichen Teil des Angebots machen Waren aus, die aus der Volksrepublik China importiert wurden.

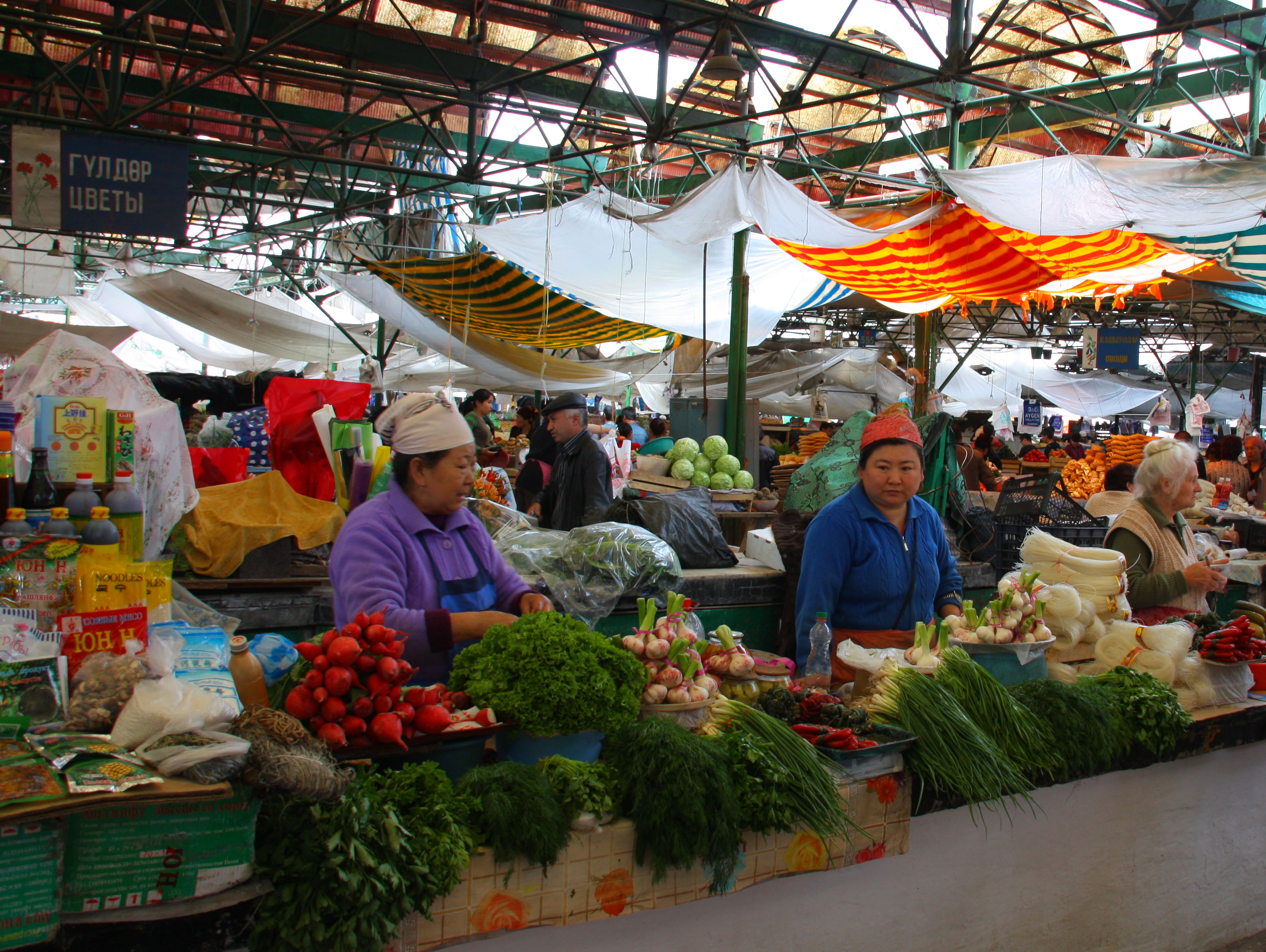
Angebotene Waren im Osch-Basar

## Brände
Im Jahr 2018 wurde der Markt von einer Reihe von Bränden heimgesucht. Im Januar 2018 zerstörte ein Feuer 3500 Quadratmeter des Marktes. Als Grund für diesen Brand wurden fehlerhafte elektrische Leitungen ausgemacht. Den 74 betroffenen Standbesitzern wurde als Entschädigung für die entstandenen Schäden ein Jahr Aufschub bei der Rückzahlung ihrer Darlehen gewährt. Im März kam es zu einem weiteren Brand auf dem Gelände des Osch-Basars, diesmal gingen die Behörden von Brandstiftung aus. Ein dritter Brand ereignete sich am 13. April 2018. Der Brand brach bereits in den frühen Morgenstunden aus und zerstörte 5412 Quadratmeter auf dem Gelände. Bei dem Brand wurden neun Menschen, darunter sieben Feuerwehrmänner verletzt. Die kirgisischen Behörden versuchten nach dem erneuten Brand die Ursache zu ermitteln. Erneut wurde Brandstiftung als ein möglicher Grund angegeben, aber auch die Missachtung von Sicherheitsregeln könnte den Brand ausgelöst haben. Als Konsequenz aus dem erneuten Brand protestierten Verkäufer vor dem Weißen Haus in Bischkek und forderten Entschädigungszahlungen, sowie ein Entgegenkommen bei der Miete für die Stände während des Wiederaufbaus. Weitere Proteste vor dem kirgisischen Parlament führten zu einem Gespräch zwischen zehn Vertretern der Protestierenden und dem kirgisischen Premierminister Sapar Isakov. Dieser versprach den Markt schnellst möglichst wieder aufzubauen.